# 와이티에프앤아이대부
메이슨에프앤아이대부주식회사 (Mason F&I Services Corp.)는 메이슨캐피탈의 자회사이자 자산관리 전문 기업이며 무수익채권(NPL: Non Performing Loan)을 매입하여 관리, 이윤을 창출하는 금융전문기업이다. 본사는 강남구 역삼동에 위치하고 있으며 총 6개의 지점을 보유하고 있다.

## 주요사업 및 취급상품
- NPL 매입/매각 및 관리, 부실채권 채무조정

## 연혁
- 2012 현재까지 매입채권총액 8조4000억원 달성
- 2010 동양파이낸셜대부㈜ 상호변경, NPL사업부문 매각
- 2007 동양파이낸셜(주)/동양캐피탈(주) 지원부문업무 통합
- 2006 과학적인 경영혁신 tool인 6시그마 도입
- 2003 전북은행 NPL매입을 통한 신규사업 진출